# Pharaon Van Del Bulke
 (avril 2024).
Pharaon Van Del Bulke (né le 21 décembre 1843 à Lille et mort le 3 janvier 1894 dans la même ville) est un officier français qui servit dans la Légion étrangère. Il participa à l'expédition du Mexique et à la guerre franco-prussienne de 1870.

## Biographie
Né le 21 décembre 1843 à Lille, Pharaon Van Del Bulke avait 19 ans lorsqu'il prit part à la bataille de Camerone. Il servait alors depuis trois mois à la Légion étrangère. Il est le légionnaire le plus jeune participant à la bataille.
Engagé volontaire au régiment étranger le 9 janvier 1863, il est en garnison en Afrique. Il embarque ensuite pour le Mexique en février. Sa compagnie est désignée pour effectuer la reconnaissance qui déclenchera le combat de Camerone, auquel il participe et survit.
Nommé caporal le 21 mars 1864, il sert de nouveau en Afrique, puis quitte la Légion étrangère en 1867.
Affecté au 20e régiment d'infanterie à Montauban comme soldat le 10 octobre 1867, il est nommé caporal le 29 mai 1868, puis sergent le 4 janvier 1869. Enfin, il devient sergent-major le 1er septembre 1870.

Il participe à la guerre franco-prussienne de 1870, au cours de laquelle il est fait prisonnier.

Il est promu adjudant le 31 mars 1872 puis sous-lieutenant le 27 mars 1873. Il devient lieutenant le 31 mai 1879, date à laquelle il est affecté au 83e régiment d'infanterie d'Albi.

Il est ensuite affecté au 123e régiment d'infanterie le 4 avril 1883 où il est promu capitaine le 30 août 1886.
Il fait valoir ses droits à la retraite le 29 mars 1888 (à l'âge de 45 ans).

L'ancien légionnaire Van Del Bulke totalise 25 années de service.

Il décède le 3 janvier 1894 et est enterré au cimetière de l'Est à Lille

## Distinctions
- Chevalier de la Légion d'honneur (27 décembre 1884)
- Médaille militaire (8 août 1871)
- Médaille commémorative de la campagne du Mexique 1862
- Médaille commémorative de la guerre 1870-1871

## Sources
- Magazine Képi blanc[source insuffisante]
- Division Histoire et patrimoine de la Légion étrangère[source insuffisante]
- Fiche du légionnaire Pharaon Van Del Bulke, sur legion-etrangere.cz/fr (consulté le 17/05/2024)